# Leopold 1. af Belgien
 Denne artikel bør gennemlæses af en person med fagkendskab for at sikre den faglige korrekthed.

Leopold 1. (16. december 1790 – 10. december 1865) var konge af Belgien fra 1831 til 1865. Han blev Belgiens første konge den 21 juli 1831 efter landets uafhængighed fra Nederlandene.
Han var yngste søn af hertug Frans af Sachsen-Coburg-Saalfeld og grevinde Augusta Reuss af Ebersdorf. Han var desuden onkel til hertug Ernst 2. af Sachsen-Coburg og Gotha, til dronning Victoria af Storbritannien og hendes ægtefælle Prins Albert af Sachsen-Coburg og Gotha og til kong Ferdinand 2. af Portugal.

## Tidlige liv
Leopold blev født den 16. december 1790 på Schloss Ehrenburg i Coburg i det lille hertugdømme Sachsen-Coburg-Saalfeld i Midttyskland. Han var det ottende barn og yngste søn af hertug Frans af Sachsen-Coburg-Saalfeld og grevinde Augusta Reuss af Ebersdorf. Han blev døbt dagen efter sin fødsel og modtog navnet Leopold til ære for den netop tiltrådte tysk-romerske kejser Leopold 2. Som følge af sin søster Prinsesse Juliane af Sachsen-Coburg-Saalfelds ægteskab med Storfyrst Konstantin Pavlovitj af Rusland modtog han i 1797 i en alder af seks år den nominelle rang som kaptajn i et russisk garderegiment. I 1801 blev han gjort til oberst i den russiske hær og i 1802 udnævnt til generalmajor.
Da faderen i 1806 efter Slaget ved Jena blev fordrevet fra sit land, kom Leopold til Rusland. Han fulgte i 1808 Kejser Alexander 1. til kongressen i Erfurt men måtte i 1810 vende tilbage til Coburg på grund af kejser Napoleons trusler mod hans broder, der var blevet hertug. 1812 rejste han til Italien, men da den tyske frihedskrig udbrød 1813, skyndte han sig til Polen og trådte igen i russisk tjeneste, hvor han deltog som rytterofficer i flere slag bl.a. ved Kulm og Leipzig, og fulgte med Alexander 1. lige til Paris og derfra til London og Wien.

## Ophold i England
Under sit ophold i England vandt han tronfølgerens (Georg IV’s) eneste datter Charlottes kærlighed og blev efter at have deltaget i det andet tog mod Paris 1815 kaldt til London og forlovet med hende. Han blev Hertug af Kendale, fik 50000 £ om året og rang foran de andre engelske hertuger, samt blev maj 1816 gift med hende, for at skulle indtage en stilling som den, hans brodersøn Albert fik 24 år senere. Men allerede i november 1817 blev han enkemand, og hans glimrende udsigter faldt dermed bort. Dog blev han boende i England, især på sit landsted Claremont. I februar 1830 fik han tilbud om at blive Konge i Grækenland, men afslog det efter tre måneders betænkning, fordi stormagterne ikke ville indrømme landet den naturlige geografiske og nationale afrunding, som efter hans mening alene ville give håb om en lykkelig udvikling.

## Konge i Belgien
Derimod modtog han 12. juli 1831 det valg, som den belgiske nationalforsamling 4. juni havde gjort på ham som konge, opgav sine engelske årpenge og overtog 21. juli regeringen, men forlangte straks Nationalforsamlingens samtykke til de af stormagterne i London aftalte vilkår. Ved sit ægteskab i august 1832 med Kong Ludvig-Filip af Frankrigs datter Louise (1812—50) fik han Frankrigs hjælp til Antwerpens indtagelse; men han kunne uagtet al sin diplomatiske dygtighed ikke hindre, at stormagterne senere gik ind på at ændre fredsvilkårene til bedste for Nederlandene. Som konge styrede han med stor klogskab og gjorde Belgien til den konstitutionelle mønsterstat på Kontinentet: han rettede sig altid nøje efter det parlamentariske systems krav uden dog at opgive en stor personlig indflydelse på statsstyrelsen, overholdt strengt ligevægten mellem de to store politiske partier og vogtede med sikker takt på folkestemningens omskiftelser. Han vandt derfor også folkets hengivenhed således, at han under det røre, som vaktes ved Februarrevolutionen 1848, roligt kunne tilbyde de politiske partiers førere at fratræde regeringen, såfremt folket måtte foretrække republik og tilslutning til Frankrig. Hvor afholdt han var, viste sig også klart, da hans 25-års regeringsjubilæum holdtes i 1856. Med stor fasthed vågede han over Belgiens selvstændighed udadtil, særlig over for det ny franske kejserdømme, og han søgte at styrke sit hus ved tilnærmelse til det østrigske, idet både hans ældste søn og hans datter indgiftedes deri. Også viste han største iver for at udvirke Antwerpens befæstning. Blandt Europas fyrster nød han stor agtelse som en klog og omsigtsfuld rådgiver, og han var ofte mægler i tvistigheder mellem staterne (1864 rettedes også tanken på ham som voldgiftsdommer i den dansk-tyske strid, og Prins Hans af Glücksborg sendtes i juni 1864 til Bryssel for at påkalde hans indblanding); den indflydelse, han således øvede, kom i høj grad Belgien til gode. Han levede tarveligt og brugte sin civilliste til at fremme kunst og videnskab samt andre almennyttige formål.
Foruden sønnen Leopold 2. efterlod han sig en søn Filip, Greve af Flandern, fader
til kong Albert 1., og en datter Charlotte, Kejserinde af Mexico. Leopolds statue rejstes i 1859 på kongressøjlen i Bryssel og hans rytterstatue i Antwerpen i 1868.

## Ægteskaber og børn
Leopold giftede sig første gang den 2. maj 1816 i Carlton House i Westminster i London med Prinsesse Charlotte af Wales, eneste datter af Fyrsten af Wales (den senere kong Georg 4. af Storbritannien) og Prinsesse Caroline af Braunschweig. Der blev ikke født børn i ægteskabet.
Leopold giftede sig anden gang den 9. august 1832 på Château de Compiègne i Oise med Prinsesse Louise af Orléans, ældste datter af Kong Ludvig-Filip af Frankrig og Prinsesse Marie Amalie af Napoli og Sicilien. Der blev født fire børn i ægteskabet:
- Louis Philippe (24. juli 1833 – 16. maj 1834)
- Leopold 2. (9. april 1835 – 17. december 1909), Belgiernes Konge 10. december 1865 – 17. december 1909

∞ 22. august 1853 Marie Henriette af Østrig (23. august 1836 – 19. september 1902)
- Filip (24. marts 1837 – 17. november 1905), far til Albert 1. af Belgien

∞ 25. april 1867 Marie Luise af Hohenzollern-Sigmaringen (17. november 1845 – 26. november 1912)
- Charlotte (7. juni 1840 – 19. januar 1927)

∞ 27. juli 1857 Maximilian 1., Kejser af Mexico (6. juli 1832 – 19. juni 1867)